# 望月紀子

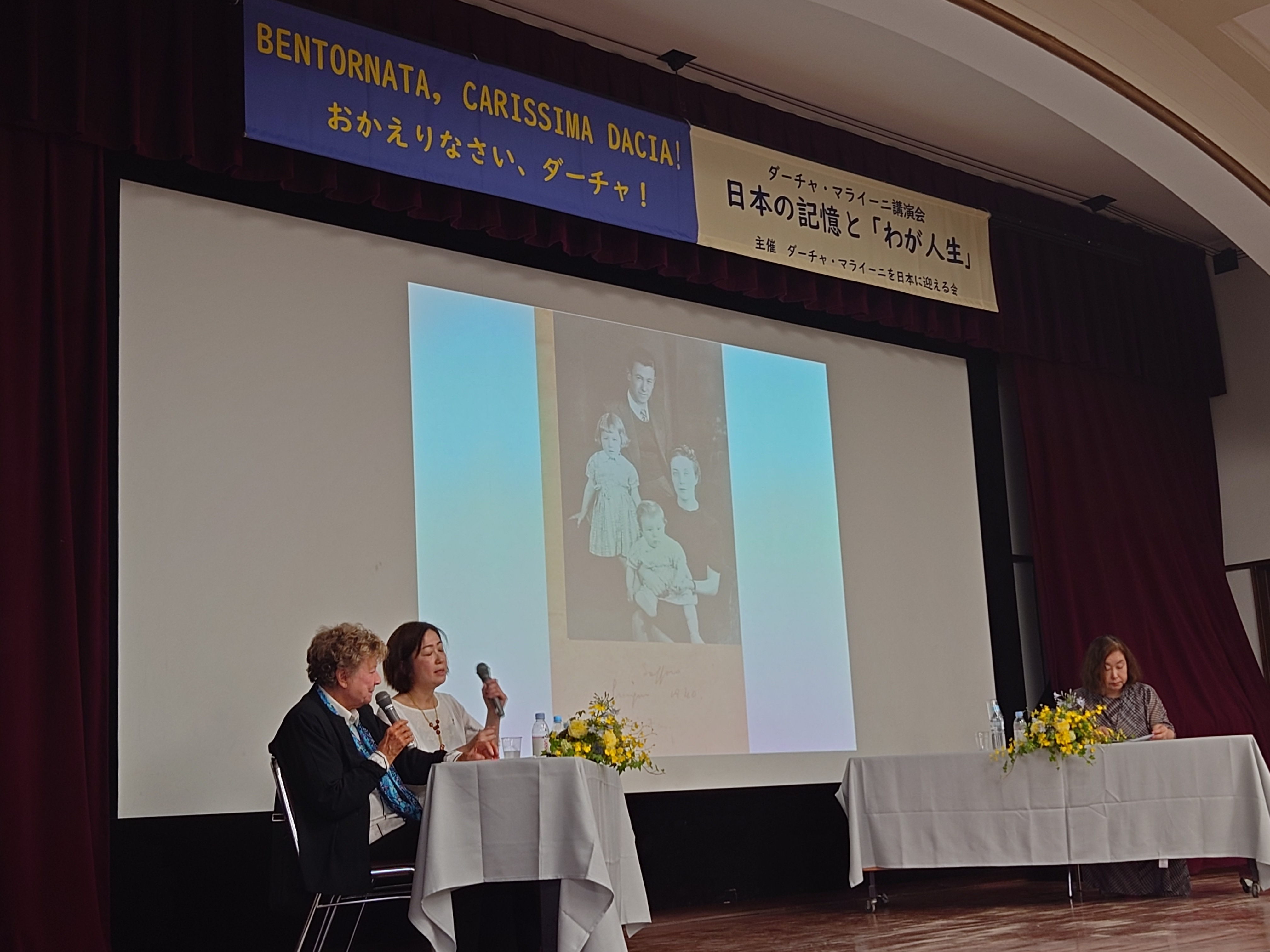
2024年のダーチャ・マライーニ講演会での望月紀子（右）

望月 紀子（もちづき のりこ、1941年 - ）は、日本のイタリア文学者、翻訳家。
青森県生まれ。東京外国語大学フランス科卒業。20世紀イタリアの女性作家の作品を中心に翻訳している。

## 著書
- 『こうすれば話せるCDイタリア語』朝日出版社 1998
- 『ダーチャと日本の強制収容所』未來社 2015
- 『イタリア女性文学史　中世から近代へ』五柳書院 2015

### 翻訳
- オリアーナ・ファラーチ『ひとりの男』講談社 1982
- ダーチャ・マライーニ『メアリー・ステュアート』劇書房 1990
- ダーチャ・マライーニ『シチーリアの雅歌』晶文社 マライーニ・コレクション 1993
- バンデッロ「新奇な物語集(抄)」 - 『澁澤龍彦文学館 1』筑摩書房 1993
- ダーチャ・マライーニ『帰郷シチーリアへ』晶文社 マライーニ・コレクション 1995
- ダーチャ・マライーニ『イゾリーナ 切り刻まれた少女』晶文社 マライーニ・コレクション 1997
- ダーチャ・マライーニ『別れてきた恋人への手紙』晶文社 マライーニ・コレクション 1998
- オリヴィエーロ・ディリベルト『悪魔に魅入られた本の城』晶文社 シリーズ愛書・探書・蔵書 2004
- アンドレーア・ケルバーケル『小さな本の数奇な運命』晶文社 シリーズ愛書・探書・蔵書 2004
- ナタリーア・ギンツブルグ『わたしたちのすべての昨日』未知谷 2014
- ナタリーア・ギンツブルグ『夜の声』未知谷 2016
- ナタリーア・ギンツブルグ『町へゆく道』未知谷 2016